# Броненосцы типа «Бородино»
Броненосцы типа «Бородино» — серия эскадренных броненосцев Российского императорского флота строившихся в период с 1901 по 1905 из пяти кораблей: «Бородино», «Император Александр III», «Орёл», «Князь Суворов», «Слава». Самая крупная серия русских броненосцев — «Бородино», была создана в рамках кораблестроительной программы «Для нужд Дальнего Востока» 1898—1905 годов. Вместе с «Балтийской» программой 1895 года предусматривалось строительство 11 эскадренных броненосцев. Большинство кораблей в 1905 году предполагалось перевести на Дальний Восток в Порт-Артур. Эти 10 кораблей должны были составить главные силы флота на Тихом океане. 

## История создания

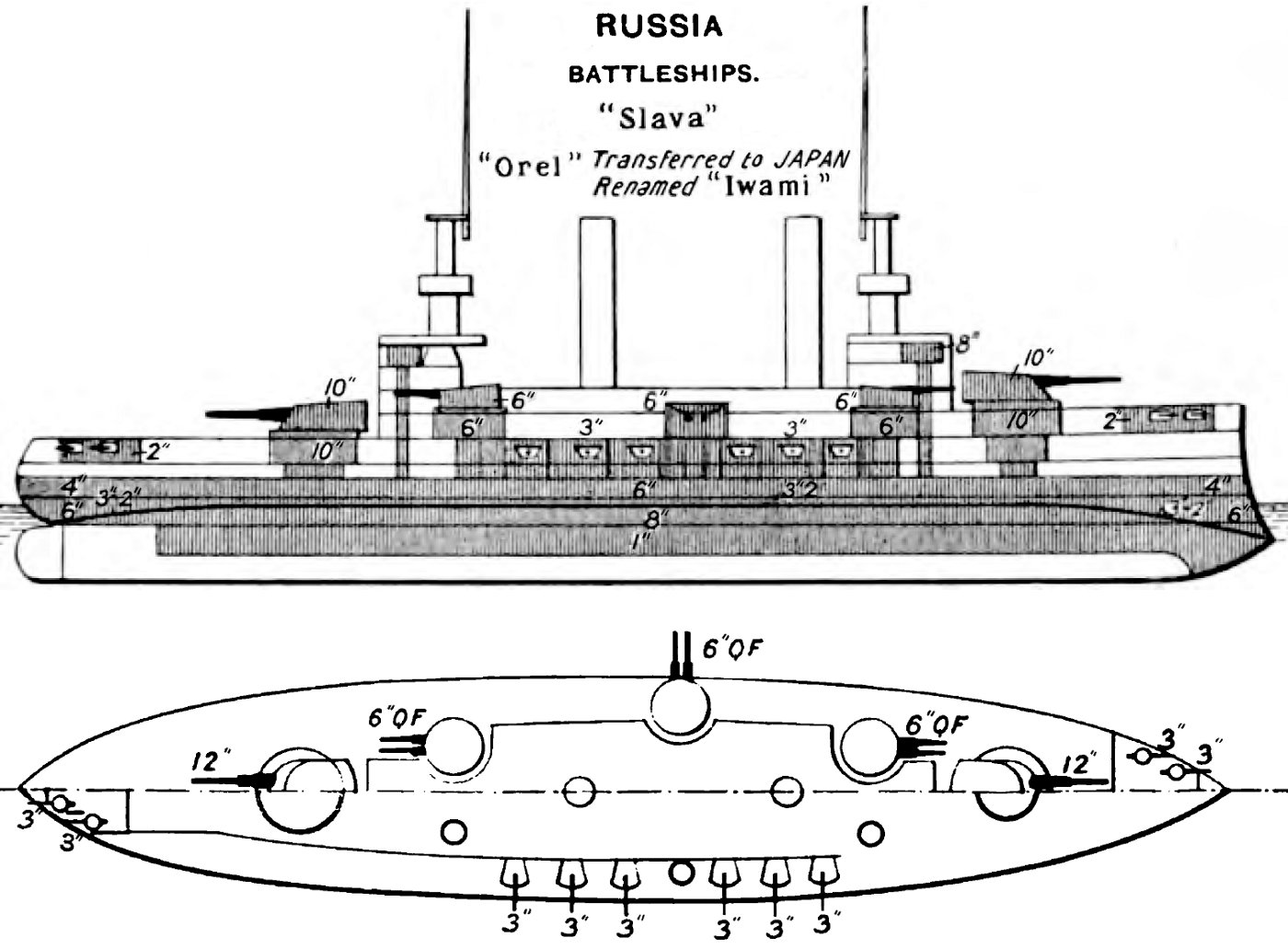
Схема бронирования и вооружения из Brassey’s Naval Annual за 1906 год.

По первоначальному проекту водоизмещение кораблей этого типа должно было составлять 13940 тонн при полной загрузке углём, однако в ходе строительства, после нескольких последовательных изменений проекта, водоизмещение было увеличено. При сохранении прежних размеров и обводов корпуса, это привело к значительному понижению метацентрической высоты, а следовательно, к потери остойчивости построенных судов.
При подготовке Второй Тихоокеанской эскадры в Ревеле, были произведены замеры на броненосцах этого типа. Результаты оказались тревожными — водоизмещение груженых углём судов оказалось в среднем около 15275 тонн (на 1300 тонн больше проектной), а метацентрическая высота снизилась до 2,5 футов (против проектных 4 футов).
Вероятно, именно это, а также ничем не обоснованная перегрузка запасами угля, пресной водой и провизией, привели к тому, что в ходе Цусимской битвы три из четырёх броненосцев этого типа, участвовавших в сражении («Князь Суворов», «Бородино» и «Император Александр III») перед гибелью перевернулись и быстро затонули со всем экипажем.

## Представители типа
| Название                  | Место постройки           | Закладка        | Спуск на воду        | Вступление в строй | Выведен           | Судьба                                                                    |
| ------------------------- | ------------------------- | --------------- | -------------------- | ------------------ | ----------------- | ------------------------------------------------------------------------- |
| «Бородино»                | Новое Адмиралтейство      | 25 мая 1900     | 8 сентября 1901 года | сентябрь 1904 года | 15 мая 1905 года  | Погиб в Цусимском сражении                                                |
| «Император Александр III» | Балтийский завод          | 11 мая 1900     | 3 августа 1901       | 12 октября 1903    | 15 мая 1905 года  | Погиб в Цусимском сражении                                                |
| «Орёл»                    | Верфь на Галерном острове | 20 мая 1900     | 6 июля 1902          | 1 октября 1904     | 10 июля 1924 года | Расстрелян японцами как мишень                                            |
| «Князь Суворов»           | Балтийский завод          | 8 сентября 1901 | 25 сентября 1902     | 27 августа 1904    | 15 мая 1905 года  | Погиб в Цусимском сражении                                                |
| «Слава»                   | Балтийский завод          | 1 ноября 1902   | 29 августа 1903      | 12 июня 1905       | 29 мая 1918 года  | Затоплен и взорван после Моонзундского сражения, разобран на лом в 1930-х |

## Общая оценка проекта
|                                 | «Формидебл»                                       | «Мэн»                                         | «Цесаревич»                                    | «Виттельсбах»                                   | «Микаса»                                          | «Ретвизан»                                      | «Князь Суворов»                                |
| ------------------------------- | ------------------------------------------------- | --------------------------------------------- | ---------------------------------------------- | ----------------------------------------------- | ------------------------------------------------- | ----------------------------------------------- | ---------------------------------------------- |
| Год закладки                    | 1898                                              | 1899                                          | 1899                                           | 1899                                            | 1898                                              | 1899                                            | 1901                                           |
| Год ввода в строй               | 1901                                              | 1902                                          | 1903                                           | 1902                                            | 1902                                              | 1902                                            | 1904                                           |
| Водоизмещение нормальное, т     | 14 732                                            | 12 801                                        | 13 100                                         | 11 774                                          | 15 140                                            | 12 900                                          | 13 560                                         |
| Полное, т                       | 16 053                                            | 13 919                                        |                                                | 12 798                                          | 15 979                                            | 14 100                                          | 14 440                                         |
| Мощность ПМ, л. с.              | 15 000                                            | 16 000                                        | 16 300                                         | 14 000                                          | 16 000                                            | 16 000                                          | 15 800                                         |
| Максимальная скорость, узл      | 18                                                | 18                                            | 18                                             | 18                                              | 18                                                | 18                                              | 17,8                                           |
| Дальность, миль (на ходу, узл.) | 8000 (10)                                         | 6560 (10)                                     | 5500 (10)                                      | 5000 (10)                                       | 4600 (10)                                         | 8000 (10)                                       | 3200(10)                                       |
| Бронирование, мм                |                                                   |                                               |                                                |                                                 |                                                   |                                                 |                                                |
| Тип                             | КС                                                | ГС                                            | КС                                             | КС                                              | КС                                                | КС                                              | КС                                             |
| Пояс                            | 229                                               | 279                                           | 250                                            | 225                                             | 229                                               | 229                                             | 194                                            |
| Палуба(скосы)                   | 51(76)                                            | 63                                            | 50                                             | 50(75)                                          | 51 (76)                                           | 51 (64)                                         | 47 (47)                                        |
| Башни                           | 254                                               | 305                                           | 254                                            | 250                                             | 254                                               | 229                                             | 254                                            |
| Барбеты                         | 305                                               | 305                                           | 229                                            | 250                                             | 356                                               | 203                                             | 229                                            |
| Рубка                           | 356                                               | 254                                           | 254                                            | 250                                             | 356                                               | 254                                             | 203                                            |
| Вооружение                      | 2×2×305-мм/40 12×1×152-мм/45 16×1×76,2-мм/40 4 ТА | 2×2×305/40 16×1×152-мм/50 6×1×76,2-мм/50 2 ТА | 2×2×305-мм/40 6×2×152-мм/45 20×1×75-мм/50 4 ТА | 2×2×240-мм/40 18×1×150-мм/40 12×1×88-мм/30 6 ТА | 2×2×305-мм/40 14×1×152-мм/40 20×1×76,2-мм/40 4 ТА | 2×2×305-мм/40 12×1×152-мм/45 20×1×75-мм/50 6 ТА | 2×2×305-мм/40 6×2×152-мм/45 20×1×75-мм/50 4 ТА |